# Benedikt Höwedes
Benedikt Höwedes (født 29. februar 1988) er en tysk tidligere professionel fodboldspiller, som spillede som forsvarsspiller i sin karriere. Han var del af Tysklands trup som vandt verdensmesterskabet i 2014.

## Klubkarriere

### Schalke 04
Höwedes kom igennem ungdomsakademiet hos Schalke 04, og han fik sin førsteholdsdebut den 3. oktober 2007 i en Champions League-kamp imod norske Rosenborg. Hans gennembrud kom i 2008-09 sæsonen, hvor han blev etableret som fast mand på holdet.
Höwedes blev i juli 2011 valgt som holdets nye anfører. Han fortsatte i denne rolle over de næste seks sæsoner.

#### Leje til Juventus
Höwedes skiftede i august 2017 til italienske Juventus på en lejeaftale med en købsoption. Denne option endte dog ikke med at blive aktiveret.

### Lokomotiv Moskva
Höwedes skiftede i juli 2018 til russiske Lokomotiv Moskva på en permanent aftale.
I juni 2020 blev han enig om at ophæve sin kontrakt med klubben. En måned senere annoncerede han, at han stoppede sin spillerkarriere.

## Landsholdskarriere

### Ungdomslandshold
Höwedes har repræsenteret Tyskland på flere ungdomsniveauer. Han var del af Tysklands U/21-trup som vandt U/21-Europamesterskabet i 2009.

### Seniorlandshold
Höwedes debuterede for Tysklands landshold den 29. maj 2011. Han var del af Tysklands trupper til flere international turneringer, herunder VM i 2014, hvor at Tyskland vandt verdensmesterskabet.

## Titler
Schalke 04
- DFB-Pokal: 1 (2010-11)
- DFL-Supercup: 1 (2011)

Juventus
- Serie A: 1 (2017-18)
- Coppa Italia: 1 (2017-18)

Lokomotiv Moskva
- Russiske Cup: 1 (2018-19)

Tyskland U/21
- U/21 Europamesterskabet: 1 (2009)

Tyskland
- Verdensmesterskabet: 1 (2014)